# Lithoredo abatanica
Lithoredo abatanica — вид двостулкових молюсків родини тередових (Teredinidae).

## Поширення
Вид поширений лише у річці Абатан на сході острова Бохол на Філіппінах.

## Історія дослідження
Місцеве населення знало про існування молюска вже давно і навіть використовує його для їжі. Зокрема, цих молюсків їдять жінки після народження дитини, щоб посилити лактацію. Інформація про цих тварин зацікавила біологів, і вони вирішили детально вивчити їх. Вперше молюсків знайшли у 2006 році, проте дослідження почали у 2018 році. В ході роботи фахівці розкрили кілька вапнякових брил і виявили нори, всередині яких мешкали молюски. Їх вилучили і провели спостереження в лабораторних умовах. Також фахівці використовували томографію, щоб вивчити анатомічні особливості, і взяли проби ДНК, щоб секвенувати їхній геном. Новий рід та вид описали у червні 2019 року.

## Опис
Молюск сягає до 15 см завдовжки. Він належить до родини Teredinidae, представники якої відомі під назвою «корабельні черв'яки». Teredinidae живляться деревиною, прогризаючи у ній ходи. Lithoredo abatanica суттєво відрізняється від своїх родичів. Ходи він прогризає не у деревині, а у вапняку. В L. abatanica є декілька десятків великих та плоских зубів, які призначені для того, щоб дробити камінь — в той час як у корабельних черв'яків є сотні дрібних пилкоподібних зубів. Teredinidae мають мішкоподібний орган з симбіотичними бактеріями для зберігання і перетравлення деревини, тоді як в L. abatanica такого органа немає. Спостереження показали, що вони прогризають і пожирають вапняк, потім порода якимось чином перетравлюється і через деякий час молюски виділяють пісок. Дослідникам так і не вдалося з'ясувати, навіщо Lithoredo abatanica їдять каміння. Фахівці вважають, що навряд чи вапняк має якусь харчову цінність для цих створінь (про це свідчить відсутність спеціального травного мішка, як у звичайних корабельних черв'яків). Ймовірно, що L. abatanica задовольняють свої харчові потреби завдяки бактеріям-симбіонтам, які живуть в їх зябрах і виробляють поживні речовини.